# Plaine-Haute
Plaine-Haute település Franciaországban, Côtes-d’Armor megyében. Lakosainak száma 1705 fő (2022. január 1.). Plaine-Haute Le Fœil, Plaintel, Ploufragan, Saint-Brandan, Saint-Donan és Saint-Julien községekkel határos.

## Népesség
A település népességének változása:
| Lakosok száma | 918  | 1102 | 1117 | 1240 | 1515 | 1577 | 1604 | 1633 | 1647 | 1705 |
|               | 1968 | 1982 | 1990 | 2006 | 2013 | 2015 | 2017 | 2019 | 2020 | 2022 |